# Har H̱eret
Har H̱eret (hebreiska: הר חרת) är ett berg i Israel.   Det ligger i distriktet Jerusalem, i den nordöstra delen av landet. Toppen på Har H̱eret är 777 meter över havet.
Terrängen runt Har H̱eret är huvudsakligen kuperad, men österut är den platt. Runt Har H̱eret är det tätbefolkat, med 913 invånare per kvadratkilometer. Närmaste större samhälle är Jerusalem, 7,3 km öster om Har H̱eret. Omgivningarna runt Har H̱eret är i huvudsak ett öppet busklandskap.